# Embassament de Belesar
L'embassament de Belesar és un pantà artificial construït el 1963 al riu Miño, a Galícia. Es troba entre els municipis de Taboada, Chantada, O Saviñao, Paradela, O Páramo, Guntín i Portomarín, a la província de Lugo.
És el més gran dels embassaments del Miño, amb 654,5 hm³ de capacitat. Ocupa una superfície de 2.000 hectàrees i una cua de 50 km. La zona de major profunditat assoleix els 135 metres. La presa, construïda entre els municipis de Chantada i O Saviñao, rep el nom del nucli on es va projectar, el llogaret de Belesar, situat 4,5 km riu avall.

## Construcció
Es va crear per a l'abastament d'una central hidroelèctrica, operada actualment per l'empresa Gas Natural Fenosa. La presa és obra de l'enginyer Luciano Yordi de Carricarte, i l'edifici de control de la central, de l'arquitecte Juan Castañón de Mena. A l'embassament hi van treballar presos polítics, que vivien en condicions dures. Els terrenys expropiats, a més, es van pagar a preus molt baixos.
La construcció del pantà va suposar negar gairebé 2.000 hectàrees de terreny fèrtil, a més de la desaparició del jaciment de Castro Candaz i de la vila de Portomarín, que es va reedificar a prop de la seva antiga localització. També van desaparèixer altres llogarets habitats sota les aigües del pantà, com Mourulle, Pincelo, Abeledo o Portomeñe.

## Galería de imaxes

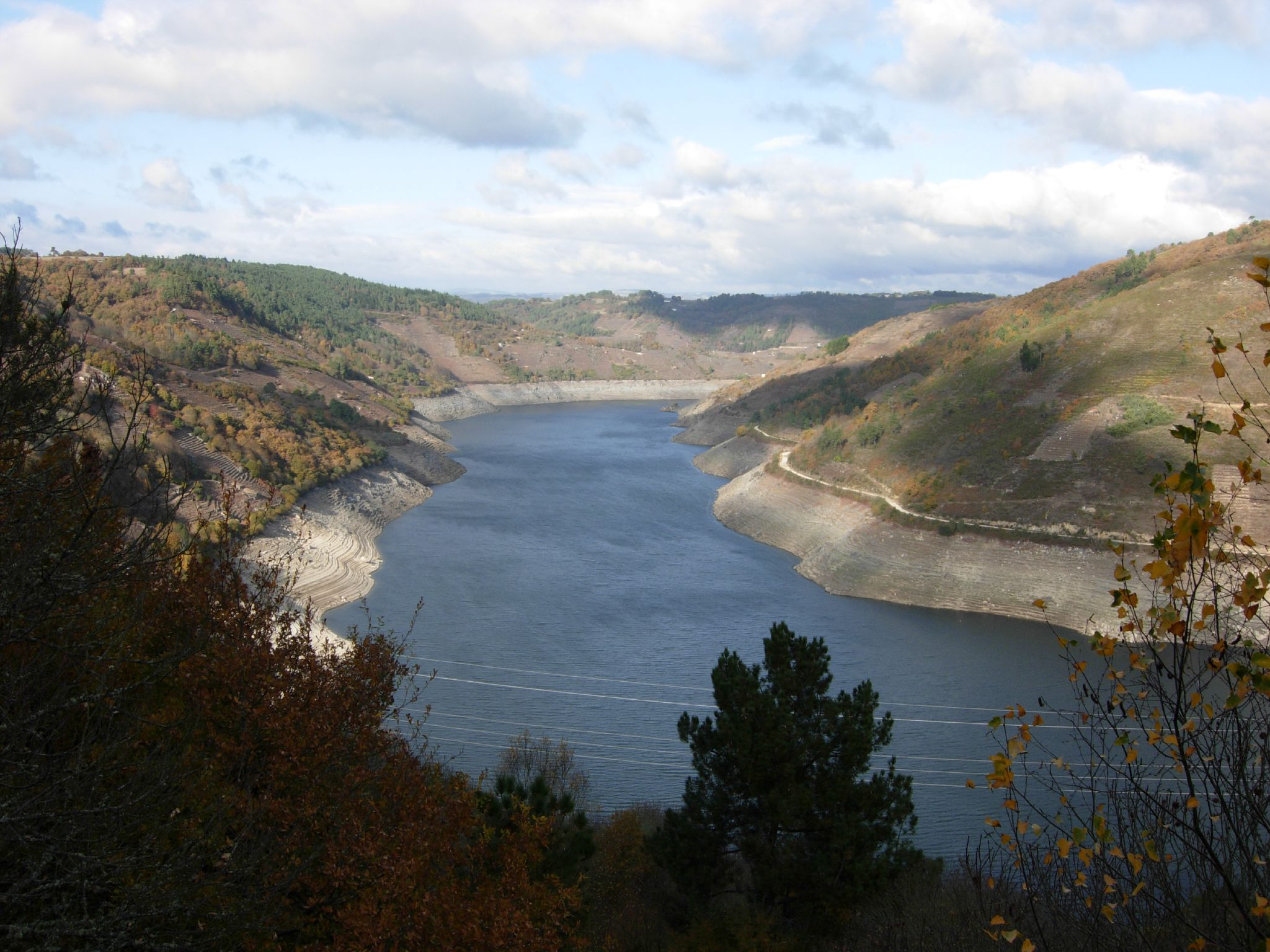
Embassament de Belesar.
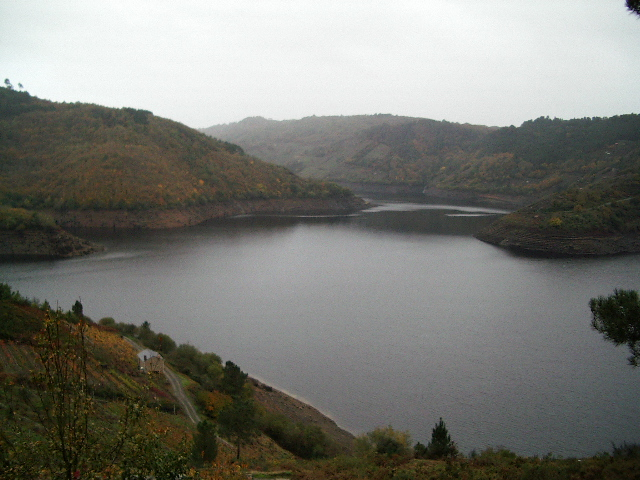
San Vitoiro de Ribas de Miño, a l'altura de la desembocadura del riu Sardiñeira.